# Ulf Herman
Ulf Nadrowski (* 4. April 1966 in Hildesheim), besser bekannt als Ulf Herman und Herman the German, ist ein ehemaliger deutscher Wrestler, der weltweit bei diversen Ligen antrat. Er hielt diverse Titel im Einzel- und Tag-Team-Bereich und war unter anderem auch in Asien und Afrika tätig.

## Wrestling
In seiner Jugend war er ein erfolgreicher Schwimmer und praktizierte Judo, entschied sich jedoch, eine Karriere als Wrestler anzustreben. Er begann seine Karriere im Jahre 1989 bei der CWA in Wien und wrestlete für diverse kleinere Ligen, bis er in einigen Dark Matches für die damalige WWF antrat. Dort bekam Nadrowski jedoch keinen langfristigen Vertrag angeboten und kehrte deshalb nach Europa zurück, wo er wieder für diverse Ligen verpflichtet wurde. Im Jahre 1998 trat er in der amerikanischen ECW auf und kehrte einige Jahre später nach Europa zurück, wo er immer noch aktiv ist.

## Sonstiges
Nadrowski betreibt ein Fitness-Studio und war als Bodyguard für Bands wie 3 Doors Down, System of a Down, Slipknot und Rammstein tätig, bei letzterer hatte er 1997 sogar einen Auftritt im Video zu „Engel“. Er hatte unter anderem 2000 bei Was bin ich? in Kabel eins und 2003 bei Richterin Barbara Salesch in Sat.1 Fernsehauftritte und war seit 2014 in der Scripted-Reality-Show Privatdetektive im Einsatz des Senders RTL II zu sehen. Am 26. September 2015 war er in der Show Joko gegen Klaas – Das Duell um die Welt bei einer Grönland-Einspielung zu sehen.
Am 4. Februar 2017 trat er bei der Sendung von Joko Winterscheidt und Klaas Heufer-Umlauf „Die beste Show der Welt“ (WPW – World Promi Wrestling) gegen Joko „Gagrakete“ Winterscheidt und Evil Jared an. 2017 erfolgte ein Auftritt in einer Nebenrolle im Kieler Tatort Borowski und das dunkle Netz, 2018 im Film Mute von Duncan Jones.